# Passage du Souvenir
Le passage du Souvenir, ou passage souterrain de l'Arc de Triomphe, est un passage piéton souterrain sous la place Charles-de-Gaulle à Paris, entre l'avenue des Champs-Élysées à l'est et l'avenue de la Grande-Armée à l'ouest.

## Situation et accès
Il permet surtout d'atteindre l'arc de triomphe de l'Étoile et la tombe du Soldat inconnu, sans avoir à traverser le flot intense de la circulation automobile autour de la place.
Ce site est desservi par les lignes 1, 2 et 6 à la station de métro Charles de Gaulle - Étoile et par la ligne A du RER à la gare de Charles-de-Gaulle - Étoile.

Passage du Souvenir, Paris

## Origine du nom
Il porte ce nom car il mène au tombeau du Soldat inconnu.

## Historique

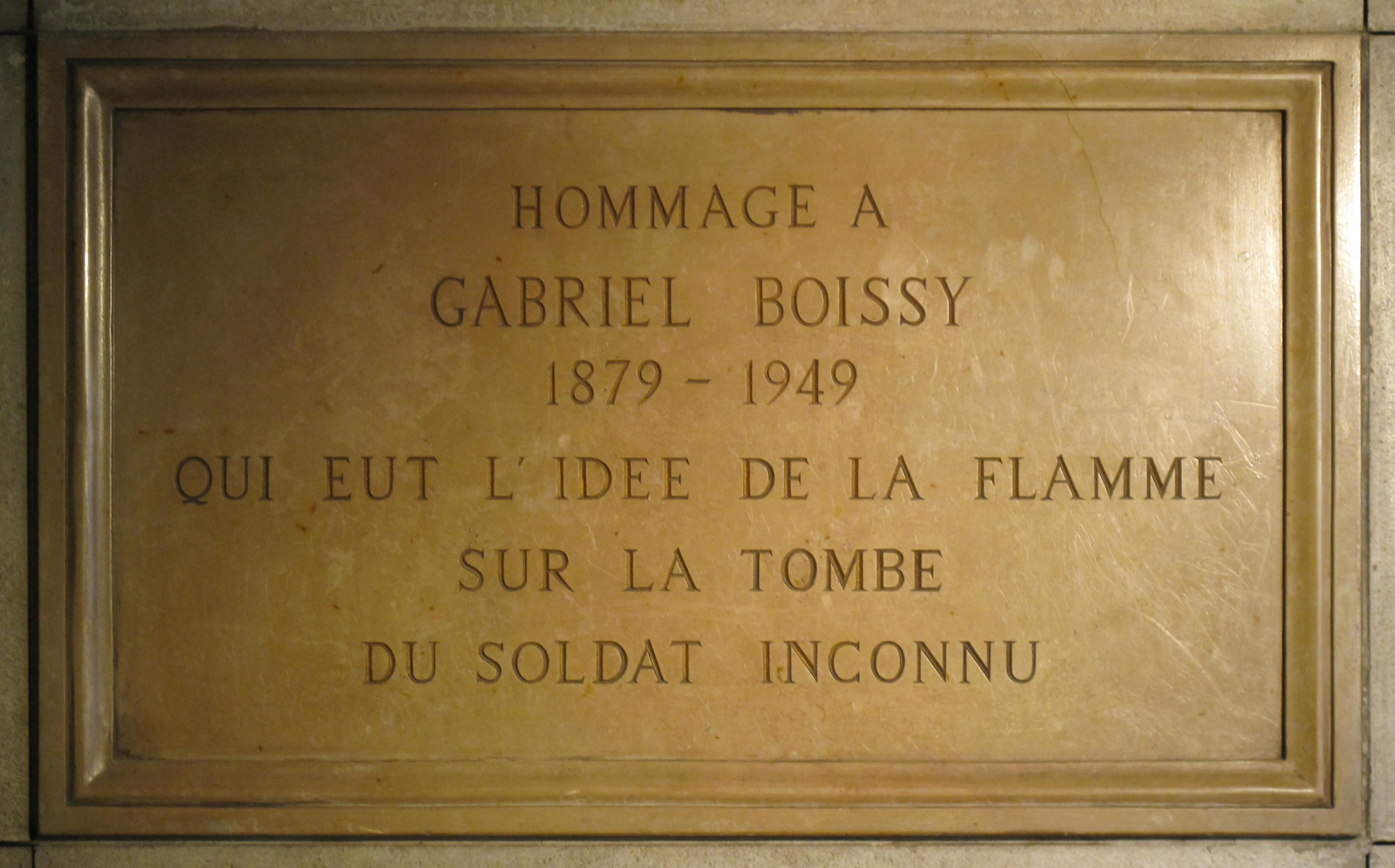
Plaque en mémoire de Gabriel Boissy.

Ce passage a été construit en 1956-1957. Son usage a été rendu obligatoire pour les piétons à partir de 1960. Il a reçu son nom par un arrêté du 5 mai 1970.
Il bénéficie d'éclairages indirects qui accentuent le caractère solennel du lieu.
Dans le passage se trouve une plaque commémorative en l'honneur de Gabriel Boissy, qui eut l'idée de la flamme éternelle pour la tombe du Soldat inconnu.